# Stanley Vestal
Stanley Vestal (* 15. August 1887 in Severy, Kansas; † 25. Dezember 1957 in Oklahoma City, Oklahoma), der später den Namen Walter Stanley Campbell trug, war ein amerikanischer Schriftsteller, Dichter und Historiker. Das Thema seiner Veröffentlichungen (in über zwanzig Sachbüchern, einigen Romanen und unzähligen Artikeln) war vorwiegend die Geschichte des amerikanischen Westens im 19. Jahrhundert.

## Lebensabriss
Stanley Vestals Geburtsort Severy in Kansas, ein Dorf mit ein paar hundert Seelen, lag im Greenwood County, dessen Name sich nicht etwa von der Landschaft, sondern von dem amerikanischen Politiker Alfred B. Greenwood herleitet. Der Vater, Walter Mallory Vestal, starb schon sehr früh, und als die Mutter wieder geheiratet hatte, nahm der junge Stanley den Namen seines Stiefvaters James Robert Campbell an. 1898 verließ die Familie Kansas und zog nach Oklahoma, zuerst nach Guthrie und 1903 nach Weatherford im Custer County, wo James Robert Campbell Präsident am Southwestern State College geworden war. An der gleichen Hochschule machte Stanley Vestal 1908 seinen Abschluss und erhielt anschließend ein Rhodes-Stipendium für die Universität Oxford in England, wo er von 1908 bis 1911 und dann noch einmal (fernmündlich wohl) 1915 Anglistik studierte und zwei akademische Grade erwarb. Zwischen den beiden Studiengängen in Oxford lehrte Vestal selbst an einer Oberschule für Jungen in Louisville. 1915 erhielt er eine Professur für Englisch an der Universität von Oklahoma, die er bis zu seinem Tod im Jahre 1957 beibehielt. Zwei Ereignisse prägten das Jahr 1917 für ihn: das Eingehen einer Ehe mit einer gewissen Isabel Jones und der Antritt seines Militärdienstes in der US-Armee. Aus der Ehe gingen zwei Töchter hervor. Die Militärzeit, in der er zuletzt Hauptmann (Captain) in einem Artillerie-Regiment war, endete 1919.
Im Jahr 1927 veröffentlichte Stanley Vestal sein erstes Buch, dem noch etwa dreißig weitere folgen sollten. Diese große Schaffensfreude hat vielleicht auch etwas mit dem Thema seiner Arbeit zu tun, das ihn schon sehr früh beschäftigt haben muss: der amerikanische Westen, die Untersuchung seiner vielen geschichtlichen Ereignisse und Zusammenhänge. Literarisch gesehen war Vestal mehr ein historischer Schriftsteller als ein Dichter, was sich schon in der Überzahl der Sachbücher ausdrückt. Zu den verschiedenen Stoffen seiner Bücher trieb er umfangreiche Recherchen, und zwar nicht nur akademischer Art, sondern er war dafür auch draußen im «Staub der Welt», sah sich dort um und forschte. Bei den Lakota-Sioux hat er sich wohl am meisten aufgehalten und viel dort aufgenommen und erkundet. — Schon 1911 war er in Louisville Frederick Weygold begegnet, einem Maler und Ethnografen, der lange unter den Sioux gelebt hatte und eine tiefe Kenntnis von ihrem Leben und ihrer Kultur besaß. Aus dieser Begegnung entstand neben einer geschäftlichen auch eine freundschaftliche Beziehung. Weygold hat später Vestals Buch Happy Hunting Grounds illustriert. Im Gegensatz zu den meisten ihrer damaligen Landsleute hatten diese beiden Männer ein positives Bild von den Indianern, das sich bei ihnen in sachlicher Forschungsarbeit gebildet hatte und nicht etwa aus einem romantischen Gefühl heraus. Ein glücklicher Umstand wahrscheinlich für Vestal hierbei war, dass er in seiner Jugend in Weatherford viele junge Cheyenne als Spielkameraden gehabt hatte, die ihm sympathisch gewesen sein müssen. — Neben dem bekannten Sitting Bull hat Stanley Vestal sich auch mit dem weniger bekannten White Bull befasst, einem anderen Häuptling der Lakota, dem er sogar persönlich noch begegnet war und der wahrscheinlich Custer in der Schlacht am Little Bighorn getötet hatte, was Vestal in seinen Veröffentlichungen über diesen Zusammenhang glaubwürdig nachwies, zu denen er auch eine Autobiografie von White Bull hinzugezogen hatte, zusammen mit einer Reihe von Bildern, die dieser Indianer recht kunstvoll gezeichnet hatte. Weitere Themen u. a. in Vestals Schilderungen waren amerikanische Trapper wie Kit Carson oder Jim Bridger; die Rinderstadt Dodge City («the wickedest little City of America»); der Santa Fe Trail. Dazu verfasste er auch etwas Lyrik und viele Artikel und Aufsätze in Zeitungen und Büchern und als Professor für Englisch, der er ja auch noch war, vier Lehrbücher für Gutes Schreiben.
Stanley Vestal starb am 25. Dezember 1957 in Oklahoma City in Oklahoma. Er wurde auf dem Custer-Nationalfriedhof im Little Bighorn Battlefield National Monument in Montana beigesetzt.

## Sachliteratur
- Stanley Vestal: Kit Carson. The Happy Warrior of the West, Verlag Houghton Mifflin Company, Boston 1928 (Digitalisat)
- Stanley Vestal: The Old Santa Fe Trail, Verlag Houghton Mifflin Company, Boston 1939
- Stanley Vestal: Short Grass Country, Verlag Duell, Sloan and Pearce, New York 1941
- Stanley Vestal: Big Foot Wallace, Verlag Houghton Mifflin Company, Boston 1942
- Stanley Vestal: Dodge City. Queen of Cowtowns, Verlag Harper Brothers, New York 1952
- Stanley Vestal: Jim Bridger. Montain Man, Verlag University of Nebraska Press, Lincoln 1970
- Stanley Vestal: Warpath. The True Story of the Sioux Wars (Bericht mit einer Autobiografie von White Bull), Verlag Houghton Mifflin Company, Boston 1934
- Stanley Vestal: New Sources of Indian History, 1850-1891; the Ghost Dance- the Prarie Sioux ..., Verlag University of Oklahoma Press, Norman 1934
- John H. Seger; Stanley Vestal: Early days among the Cheyennes and Arapaho Indians, Verlag University of Oklahoma Press, Norman 1934
- Stanley Vestal: Warpath and Council Fire; the Plains Indians for Survival ..., Verlag Random House, New York 1948
- Stanley Vestal: Sitting Bull. Champion of the Sioux, Verlag University of Oklahoma Press, Norman 1957 (Digitalisat)

## Fachliteratur
- Stanley Vestal: Professional Writing, Verlag The Macmillan Company, New York 1938
- Stanley Vestal: Writing Magazine Fiction, Verlag Doubleday, Doran&Company, New York 1940
- Stanley Vestal: Writing Non-Fiction, Verlag The Writer, Boston 1944
- Stanley Vestal: The book lover’s southwest, Verlag University of Oklahoma Press, Norman 1955
- Reginald Laubin, Gladys Laubin: The Indian Tipi: Its History, Construction, and Use, with a History of the Tipi by Stanley Vestal, Verlag University of Oklahoma Press, Norman 1957

## Belletristik
- Stanley Vestal: Fandango. Ballads of the Old West, Verlag Houghton Mifflin Company, Boston 1927
- Stanley Vestal: The Wine Room Murder, Verlag Little, Brown&Co, Boston 1938
- Stanley Vestal: Revolt On The Border, Verlag Houghton Mifflin Company, Boston 1938
- Stanley Vestal: Happy Hunting Grounds, Verlag Lyons and Carnahan, Chicago 1938
- Stanley Vestal: Glückliche Jagdgründe, Walter-Verlag, Olten 1960